# 24139 Brianmcarthy
24139 Brianmcarthy este un asteroid din centura principală de asteroizi.

## Descriere
24139 Brianmcarthy este un asteroid din centura principală de asteroizi. A fost descoperit pe 4 noiembrie 1999 la Socorro, New Mexico, în cadrul proiectului LINEAR. Asteroidul prezintă o orbită caracterizată de o semiaxă mare de 2,27 ua, o excentricitate de 0,14 și o înclinație de 5,9° în raport cu ecliptica.